# Tranvia Tortona-Monleale
La tranvia Tortona-Monleale era una linea tranviaria interurbana che collegò le città di Tortona e Monleale dal 1889 al 1934.

## Storia
I primi progetti di tranvie attorno a Tortona risalgono al 1878, quando l'ingegnere Pietro Frascaroli pubblicò una relazione sulla costruzione di una serie di tranvie a vapore tra Tortona, Serravalle Scrivia, Volpedo, Sale e Castelnuovo Scrivia. Tale relazione fu appoggiata dal comune di Tortona, dalla Banca dei Piccoli Prestiti e Cassa di Risparmio di Tortona e dai comuni del circondario. Solo nel 1885, ultimata la costruzione della strada consortile tra Monleale e Castellaro, si poté iniziare a parlare della costruzione di una tranvia in val Curone: in quell'anno il commendator Francesco Grattoni (fratello del più noto ingegner Severino), concessionario della tranvia Tortona-Sale, propose ai comuni della valle la costruzione di una linea tranviaria a vapore che congiungesse rapidamente la valle con Tortona.
Nel 1886 i comuni della valle, riuniti in consorzio, studiarono la proposta di una tranvia per Volpedo, per la quale si prevedeva un movimento di merci e passeggeri cinque volte superiore a quello dell'esistente linea per Sale. L'anno successivo si registrò l'abbandono di Volpedo dal consorzio tra i comuni della val Curone, in quanto il comune richiedeva che il capolinea della tranvia fosse situato nella piazza centrale del paese, richiesta impossibile da soddisfare per via degli spazi ristretti e della necessità di allargare il ponte sul Curone. Nel 1888, risolti alcuni problemi finanziari, fu stipulata la convenzione tra il consorzio e il commendator Grattoni per la costruzione della tranvia.
L'inaugurazione della linea avvenne il 6 aprile 1889; la linea entrò in esercizio il successivo 19 aprile. Nel 1903 la tranvia effettuava cinque coppie di corse giornaliere (più una coppia supplementare il sabato e i festivi), percorrendo la tratta in 35 minuti.
Nel 1909 il tribunale di Tortona pronunciò il fallimento dell'impresa Grattoni (passata nel frattanto agli eredi del fondatore) e del consorzio dei comuni della val Curone. Le linee facenti capo a Grattoni rimasero in amministrazione provvisoria fino al 1914, anno in cui furono vendute all'asta alla Società Anonima delle Tramvie a Vapore della Provincia di Alessandria, anche nota come la "Belga", che nella provincia di Alessandria gestiva le linee Alessandria-Sale, Marengo-Mandrogne e Alessandria-Casale.
Col passare del tempo la linea, ormai in pessime condizioni, non fu più in grado di soddisfare i bisogni delle popolazioni locali. Si pensò di elettrificare la linea o di impiegare motrici ad accumulatori, ma ciò non fu possibile. La linea chiuse al traffico passeggeri il 10 luglio 1934; rimase in esercizio per un saltuario traffico merci (pietrisco dalle cave di Zebedassi) sino a tutto il 1937, anno nel quale i comuni interessati decisero di dichiarare decaduta la concessione con effetto dal 1º gennaio 1938.

## Caratteristiche
La linea tranviaria era a binario singolo a scartamento ordinario di 1445 mm, interamente in sede promiscua. Si sviluppava per 10,345 km. Il raggio di curvatura era di 200 metri, la pendenza massima del 17 per mille. I tram potevano toccare una velocità massima di 18 km/h.

### Percorso
| Unused urban continuation backward | Continuation backward |  |

| Unknown route-map component "uexBHF" | Station on track |  |

| Unknown route-map component "uexABZgl" | Unknown route-map component "emABZgr" |  |

| Unknown route-map component "exABZmgl" | Unknown route-map component "eKRZo" | Unknown route-map component "exCONTfq" |

| Unused straight waterway | One way leftward | Unknown route-map component "CONTfq" |

| Unknown route-map component "uexHST" |

| Unknown route-map component "uexhKRZWae" |

| Unknown route-map component "uexHST" |

| Unknown route-map component "uexHST" |

| Unknown route-map component "uexBHF" |

| Unknown route-map component "uexKBHFe" |

Il capolinea si trovava a Tortona nei pressi di Porta Milano; inaugurato nel 1889, sostituiva la precedente stazione tranviaria, costruita per la Tortona-Sale e situata nei pressi dei giardini pubblici.
La tranvia proseguiva quindi per la circonvallazione (divenuta in seguito corso Romita), porta Ticinese e via Arzani. Uscita dalla città la linea percorreva la provinciale della Val Curone, toccando la fermata di via Garbagna. Attraversato il torrente Grue la tranvia fermava presso le località di Viguzzolo, Castellaro e Volpeglino, quindi, affiancandosi alla sponda sinistra del torrente Curone, raggiungeva il capolinea di Monleale, situato ai piedi del paese e dotato di fabbricato per i viaggiatori e di una rimessa.
Nel 1894 fu realizzato un raccordo tra la stazione tranviaria di Tortona e lo scalo merci della stazione ferroviaria.

## Materiale rotabile
Sulla tranvia prestarono servizio cinque locomotive a vapore bidirezionali di tipo tranviario a due assi, realizzate tra il 1881 e il 1882 dalla Schweizerische Lokomotiv- und Maschinenfabrik e dalla Krauss. Come usuale all'epoca, furono battezzate con nomi: rispettivamente Tortona, Camilla, Roma, Mafalda e Jolanda.
Il materiale trainato era costituito da 18 carrozze passeggeri a due assi e 14 carri merci; tutto il materiale rotabile era usato promiscuamente anche sulla linea per Sale e sulla ferrovia per Castelnuovo Scrivia.
Con l'assorbimento delle linee tortonesi da parte della "Belga" il materiale rotabile fu usato anche sulle altre linee sociali; tra il 1927 e il 1930 il parco rotabili della "Belga" risultava composto di dodici locomotive a vapore, 31 rimorchiate a due assi e 70 carri merci.

### Materiale motore - prospetto di sintesi
| Unità | Anno di costruzione | Costruttore    | Quantità | Tipo     | Velocità massima |
| ----- | ------------------- | -------------- | -------- | -------- | ---------------- |
| 1     | 1881                | SLM Winterthur | 1        | a 2 assi | 20 km/h          |
| 2 ÷ 5 | 1882                | Krauss         | 4        | a 2 assi | 25 km/h          |